# Teresa (película de 2010)
Teresa es un cortometraje dramático ecuatoguineano de 2010 dirigido por Juan Pablo Ebang Esono y producido por la Biblioteca Nacional de Guinea Ecuatorial. La película fue escrita por Guillermina Mekuy Mba Obono, Secretaria de Estado de Bibliotecas, Archivos, Museos y Cines. Está protagonizada por Elena Iyanga, Betty KB y Dina Anguesomo. Es el primer mediometraje producido en Guinea Ecuatorial.

## Sinopsis
La película gira en torno a la vida adolescente de tres alumnas: Teresa, Rocío y Yolanda con intereses diferentes.

## Elenco
- Elena Iyanga como Teresa
- Betty KB
- Dina Anguesomo

## Lanzamiento
La película se estrenó en el Centro Cultural Español de Malabo (CCEM) y en el Instituto Cultural de Expresión Francesa de Malabo (ICEF). Recibió elogios de la crítica y ganó varios premios en festivales de cine internacionales.